# Metalectra zonata
Metalectra zonata là một loài bướm đêm trong họ Erebidae.